# Spike Island (County Cork)
Spike Island è un'isola di circa 104 acri al largo del porto di Cork in Irlanda.

## Storia
L'isola nel corso del tempo ha ospitato un monastero, una fortezza e una prigione. Ognuna di queste fasi ha lasciato tracce visibili sull'isola, soprattutto la prigione.
Come luogo di detenzione fu usata già da Oliver Cromwell nel XVII secolo, qua venivano infatti detenuti gli irlandesi in attesa di essere mandati nelle Indie Occidentali, generalmente a Barbados, dove avrebbero vissuto come schiavi o come servi a contratto. Successivamente divenne una vera e propria prigione durante il XIX secolo soprattutto per contenere la micro-criminalità dilagante all'epoca della grande carestia irlandese.
Fu una prigione molto famosa anche per avere ospitato efferati criminali come per esempio Brendan O'Donnel, e anche esponenti dell'IRA come The General. Questa sua connotazione, oltre alla similitudine fisica, hanno fatto sì che Spike Island fosse definita come l'Alcatraz irlandese. Dal 2010 Spike Island si è trasformata da prigione ad attrazione turistica aperta al pubblico